# Công giáo tại Đài Loan

Giáo phận Công giáo tại Đài Loan

Giáo hội Công giáo tại Đài Loan là một phần của Giáo hội Công giáo hoàn vũ, dưới sự lãnh đạo tinh thần của Giáo hoàng ở Roma. Khoảng 1,5% đến 2% dân số Đài Loan là người Công giáo. Giáo hội cũng điều hành Đại học Công giáo Phụ Nhân.

## Lịch sử
Từ năm 1514, vùng truyền giáo Đài Loan được đặt dưới quyền cai quản của Giáo phận Funchal (Bồ Đào Nha) với một vài cơ sở truyền giáo nhỏ của giáo hội. Năm 1576, Giáo phận Macau được thành lập, đặt trên vùng lãnh thổ Trung Hoa được người Bồ Đào Nha thuê lại. Vùng lãnh thổ Đài Loan bấy giờ được đặt dưới quyền quản hạt của Giáo phận Macau, do các giáo sĩ Bồ Đào Nha phụ trách.Mặc dù vậy, các giáo sĩ người Tây Ban Nha vẫn thiết lập những cơ sở truyền giáo của mình ở phía bắc Đài Loan xung quanh Cơ Long.
Giáo phận Macau sau đó nhiều lần được chia tách. Vùng truyền giáo Đài Loan làn lượt thuộc về các giáo phận Đàng Trong (1659), Phúc Kiến (1680) và Hạ Môn (1883).
Vào năm 1913, Hạt Phủ doãn Tông Tòa đảo Formosa (nay là Đài Loan) được thành lập, tách ra từ Giáo phận Hạ Môn.
Trước khi Thế chiến thứ hai kết thúc, Giáo hội Công giáo chỉ mới có một ít hiện diện ở Đài Loan, chủ yếu ở phía nam đảo, và tập trung vào các cơ sở truyền giáo sử dụng tiếng Tây Ban Nha làm ngôn ngữ chính của những linh mục dòng Đa Minh, vốn được xây dựng từ những năm 1860. Sau khi Thế chiến thứ hai kết thúc, trước sự thắng thế của những người Cộng sản Trung Hoa, nhiều cộng đồng người Hoa đã di cư đến Đài Loan, trong đó có cả những tín hữu Công giáo. Như là một kết quả tất yếu, giáo hội Công giáo tại Đài Loan có sự gia tăng đáng kể đến chiếm ưu thế của các giáo sĩ và tín đồ nhập cư, vốn sử dụng tiếng Quan thoại là ngôn ngữ chính. Năm 1949, Hạt Phủ doãn Tông Tòa đảo Formosa được tách thành 2 hạt Phủ doãn Tông Tòa Cao Hùng và hạt Phủ doãn Tông Tòa Đài Bắc.
Tháng 9 năm 1951, sứ thần của Giáo hoàng tại Trung Quốc đại lục đã bị trục xuất đến Hong Kong. Kể từ năm 1952, sứ thần Giáo hoàng dời đến Đài Loan. Bên cạnh đó, Tòa Đại sứ của Trung Hoa Dân quốc cũng được thiết lập tại Tòa Thánh. Những cố gắng di chuyển Sứ thần Giáo hoàng đến Bắc Kinh đã thất bại, bởi Tòa Thánh đã không thể chấp nhận những yêu cầu của phía Cộng hòa Nhân dân Trung Hoa, mà một trong những yêu cầu tiên quyết là cắt đứt quan hệ ngoại giao với Đài Loan.
Hiện tại, người đứng đầu giáo hội Công giáo tại Đài Loan là Tổng giám mục Đài Bắc Gioan Hồng Sơn Xuyên (洪山川), S. V. D., người được bổ nhiệm chức vụ này vào tháng 11 năm 2007.

## Các giáo phận
| STT | Giáo phận                                           | Thành lập | Giám mục / Linh mục quản nhiệm                                      | Nhà thờ chính tòa |
| --- | --------------------------------------------------- | --------- | ------------------------------------------------------------------- | ----------------- |
| 1   | Tổng giáo phận Đài Bắc (Archidioecesis Taipehensis) | 1949 1952 | Tôma Chung An Trụ                                                   |                   |
| 2   | Giáo phận Cao Hùng (Dioecesis Kaohsiungensis)       | 1913      | Phêrô Lưu Chấn Trung                                                |                   |
| 3   | Giáo phận Tân Trúc (Dioecesis Hsinchuensis)         | 1961      | Gioan Baotixita Lý Khắc Mẫn                                         |                   |
| 4   | Giáo phận Đài Nam (Dioecesis Tainanensis)           | 1961      | Gioan Baotixita Huỳnh Mẫn Chính Gioan Lý Nhã Vọng Bosco Lâm Cát Nam |                   |
| 5   | Giáo phận Đài Trung (Dioecesis Taichungensis)       | 1951      | Martinô Tô Diệu Vấn                                                 |                   |
| 6   | Giáo phận Gia Nghĩa (Dioecesis Kiayiensis)          | 1952      | Nôbectô Phổ Anh Hùng                                                |                   |
| 7   | Giáo phận Hoa Liên (Dioecesis Hvalienensis)         | 1952      | Philípphê Hoàng Triệu Minh Gioan Baotixita Tăng Kiến Thứ            |                   |

Riêng khu vực Kim Mã, thuộc quyền kiểm soát của chính quyền Trung Hoa Dân quốc, nhưng trước đây lại được đặt dưới quyền quản hạt của Giáo phận Hạ Môn, vốn phần lớn địa hạt nằm trong vùng kiểm soát của chính quyền Cộng hòa Nhân dân Trung Hoa. Năm 1968, Tòa Thánh đã đặt riêng thành Hạt Giám quản Tông Tòa Kim Mã, đặt dưới quyền quản hạt của Tổng giáo phận Đài Bắc.